# Betta breviobesa
Betta breviobesa — тропічний прісноводний вид риб з родини осфронемових (Osphronemidae), підродина макроподових (Macropodusinae). Належить до групи видів B. pugnax.
1989 року Тайсон Робертс дослідив 27 зразків Betta із Західного Калімантану (басейн річки Капуас) і визначив їх як B. pugnax, проте Тан і Коттела 1998 року виявили чіткі відмінності між B. pugnax та цими зразками з Калімантану, які вони визначили як новий вид B. breviobesus. Назва виду походить від латинських слів brevis («короткий») та obesus («міцний (товстий)»), натяк на приземкуватий вигляд тіла цих риб. Використовується як прикметник, тому має узгоджуватись із родовою назвою й мати форму breviobesa.

## Опис
Максимальна стандартна (без хвостового плавця) довжина 65,0 мм, максимальна загальна довжина 94,3 мм. Загальна довжина становить 128,0-150,9 % стандартної, предорсальна (до початку спинного плавця) довжина 62,1-67,0 %, преанальна (до початку анального плавця) довжина 48,0-51,5 %, висота тіла на рівні початку спинного плавця 28,7-32,8 % стандартної довжини. Голова відносно велика. Хребців 28-30. 28-30 лусок у бічній лінії.
Довжина основи спинного плавця становить 11,4-14,9 %, довжина основи анального плавця 51,1-54,5 %, довжина черевних плавців 33,9-55,4 % стандартної довжини. Нитка черевних плавців сягає 9-18-го променя анального плавця. Хвостовий плавець ланцетний за формою, спинний та анальний загострені на кінці. У спинному плавці 1 твердий і 8 м'яких променів, в анальному 2 твердих і 23-25 м'яких.
Анальний та хвостовий плавці мають темні краї. На спинному плавці може бути до 6 поперечних чорних смужок на міжпроменевих мембранах, але їх може й не бути взагалі. Спинний та анальний плавці зовні мають блакитну облямівку.
Вид зовні схожий з B. enisae, від якого він відрізняється відсутністю поперечних смуг на хвостовому плавці, а також меристичними й морфометричними показниками.

## Поширення
Вид поширений в індонезійській провінції Західний Калімантан; за наявними даними, обмежується басейном річки Капуас. Більшість відомих зразків було зібрано в радіусі 50 км від Путусібау (індонез. Putussibau) в басейні верхнього Капуаса, але Betta breviobesa зустрічається також у середній та нижній течії річки Капуас, зокрема поблизу Анджугана (індонез. Anjungan) й Таджана (індонез. Tajan). Точні межі поширення виду лишаються невідомими. Орієнтовний ареал становить 14 000 км².
Betta breviobesa зустрічається переважно в невеликих лісових струмках, показник pH в яких має нейтральні або трохи кислі показники (6,0-7,0). Типова серія зразків була зловлена після сильних дощів біля гирла відносно глибокого струмка з каламутною водою. Його ширина становила 2-5 м, а глибина — 2-3 м. Єдиним симпатричним видом бійцівських рибок в тому ж середовищі існування є B. dimidiata.

## Значення для людини
Місцеві рибалки використовують цих риб як наживку.
Вид присутній в торгівлі акваріумними рибами, але часто неправильно ідентифікується як Betta enisae.
Betta breviobesa належить до числа бійцівських рибок, в яких самець виношує потомство в роті.